# The Minutes
The Minutes sind eine irische Rockband aus Dublin.

## Bandgeschichte
Die Cousins Mark Austin (Gitarre, Gesang) und Shane Kinsella (Schlagzeug) spielten schon in frühester Jugend zusammen. Die Band The Minutes entstand, als 2006 Bassist Tom Cosgrave zur Band stieß. Man spielte zunächst kleinere Konzerte in Dublin und Umgebung. Anschließend folgten Supportshows für unter anderem Mona, Supergrass, Black Rebel Motorcycle Club und The Von Bondies. 2008 veröffentlicht die Band die Single Harmonic, die auf Platz 36 der irischen Charts landet. 2010 spielte The Minutes auf dem South by Southwest insgesamt elf Konzerte.
2011 erschien das Debütalbum Marcata, benannt nach dem New Yorker Studio, in dem es mit Produzent Kevin McMahon (The Walkmen, Titus Andronicus) aufgenommen wurde. Als Gäste beteiligten sich James Felice (Felice Brothers), John Goodmanson und Rocky O’Reilly. Das Album erreichte in Irland Platz 16 der Charts.
2011 spielten sie als Vorband für Flogging Molly auf deren Speed of Darkness-Tour. 2012 folgte eine eigenständige Europatournee.

## Stil
Die Bandmitglieder von The Minutes beschreiben ihre Musik als „dreckigen und puren Rock and Roll“. Als ihre Einflüsse benennen sie „Thin Lizzy, Led Zeppelin, Jack White, Bob Dylan, The Smiths, The Beatles, Ramones [und] Fleetwood Mac“.

## Diskografie

### Alben
- 2011: Marcata (Model Citizen Records)
- 2014: Live Well, Change Often (Model Citizen Records)

### Singles
- 2008: Harmonic
- 2008: Ukraine
- 2009: Black Keys (Rerelease 2011)
- 2010: Secret History
- 2010: Fleetwood